# Club Sport Independencia
El Club Sport Independencia fue un club del Distrito de Barranco del, Departamento de Lima , del Perú. El club fue uno de los primeros equipos en conformar la Liga Peruana de Fútbol en 1912.

## Historia
El Club Sport Independencia era un club del Distrito de Barranco del, Departamento de Lima , del Perú. El club fue uno de los primeros equipos en conformar la Liga Peruana de Fútbol en 1912. El señor Mispireta, fue su delegado y representante del club. La reunión se llevó a cabo en el local del Miraflores Sporting Club.
 Sport Independencia, participó en la División Intermedia, desde 1912 al 1914. El club, retorna a su liga de origen, entonces denominado Segunda División Liga Provincial de Balnerios (equivalente a la 3.ª división) por varios años. Desde entonces no logró ascender a la Primera División del Perú.

## Nota
- No se debe confundir con el Club Independencia del Callao , que es un equipo más antiguo y totalmente diferente al Sport Independencia.